# Taeniophyllum cymboglossum
Taeniophyllum cymboglossum är en orkidéart som beskrevs av Johannes Jacobus Smith. Taeniophyllum cymboglossum ingår i släktet Taeniophyllum och familjen orkidéer. Inga underarter finns listade i Catalogue of Life.